# Disneyland Hotel (Hongkong)
Het Disneyland Hotel, officiële naam Hong Kong Disneyland Hotel, (香港迪士尼樂園酒店) is het derde Disneyland Hotel en ligt in het Hong Kong Disneyland Resort in Penny's Bay, Lantau, Hongkong. Het hotel is gelegen naast Disneyland Harbour en is gebouwd op drooggelegd land. Het is geopend op 12 september 2005.
Het hotel is, net als alle andere gebouwen in Hong Kong Disneyland Resort, volledig gebouwd terwijl de Feng Shui techniek werd gebruikt. Het hotel heeft zijn inspiratie uit Disney's Grand Floridian Resort & Spa, net zoals het Disneyland Hotel in Disneyland Resort Paris.
Het hotel heeft 400 kamers. Er zijn verschillende soorten kamers beschikbaar, bijvoorbeeld met uitzicht op de tuin, uitzicht op zee, uitzicht op zee met een balkon of fantasiekamers met een bubbelbad. Op de Kingdom Club-verdieping zijn kamers en suites beschikbaar: Kingdom Club-kamers en Kingdom-suites. Ook zijn er twee presidentiële suites beschikbaar op deze verdieping, namelijk de Walt Disney Suite en de Roy Disney Suite.

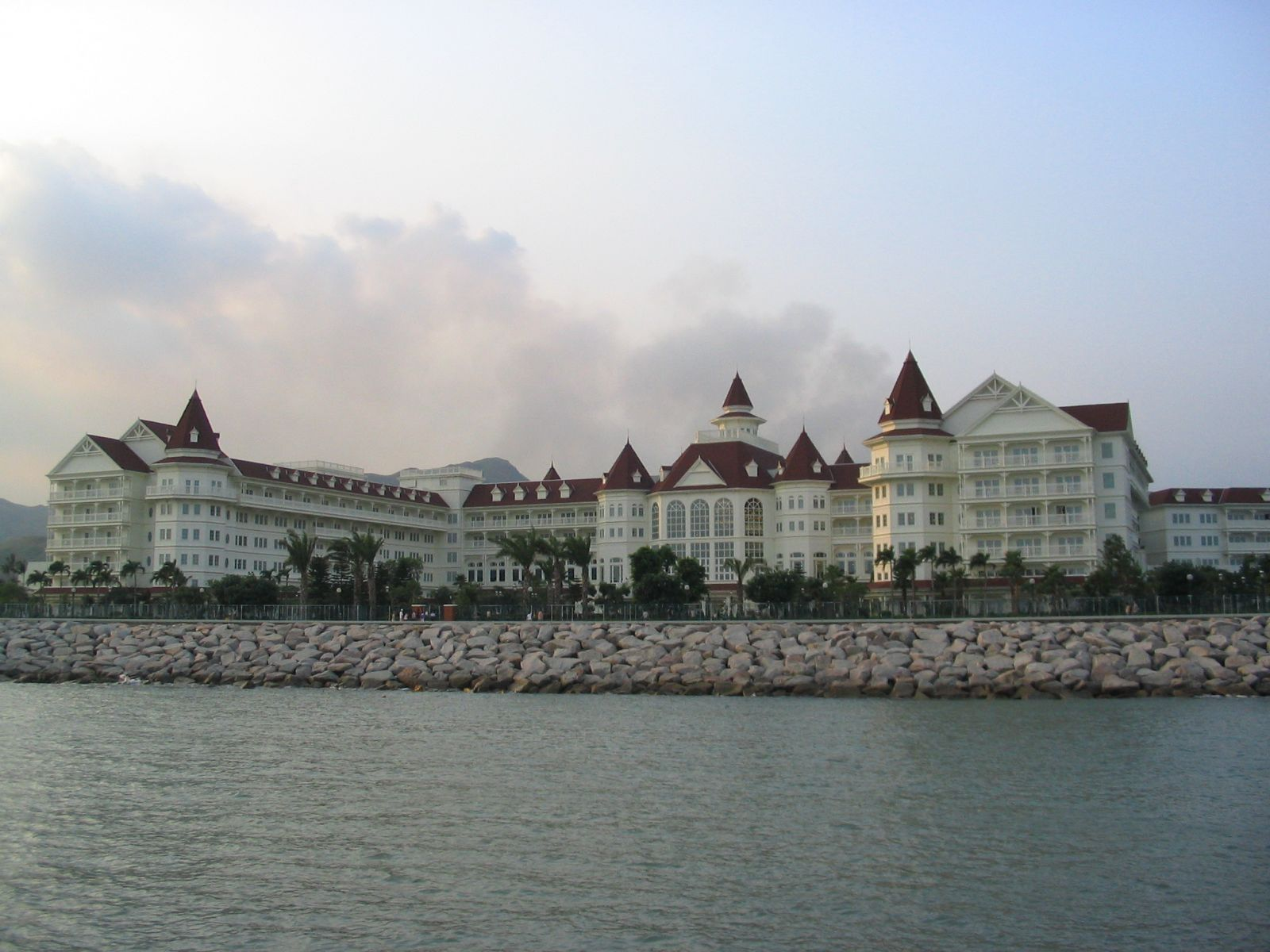
Zicht op het hotel vanaf het water

Het hotel heeft ook een ruimte met danszalen en andere zalen. Er zijn drie danszalen; Snow White (Sneeuwwitje), Sleeping Beauty (Doornroosje) en Cinderella (Assepoester). Deze laatste danszaal is een van de grootste danszalen zonder pilaren in Hongkong. Snow White is de kleinste van de drie danszalen, maar heeft buiten wel een tuin, de Dreamer's Garden.